# Analíticas en la nube
Las analíticas en la nube es un término de marketing para que las empresas lleven a cabo análisis utilizando la computación en la nube. Utiliza una variedad de herramientas y técnicas analíticas para ayudar a las empresas a extraer información de datos masivos y presentarla de una manera que se clasifique fácilmente y esté disponible a través de un navegador web.
Las analíticas en la nube es un término para un conjunto de herramientas y técnicas tecnológicas y analíticas diseñadas específicamente para ayudar a los clientes a extraer información de datos masivos.
El analíticas en la nube está diseñado para que los datos estadísticos oficiales se clasifiquen fácilmente y estén disponibles a través del navegador web de los usuarios.

## Herramientas de análisis en la nube
Productos de análisis de AWS:
Amazon Athena ejecuta consultas interactivas directamente en los datos de Amazon S3.
Amazon EMR implementa marcos de big data de código abierto como Apache Hadoop, Spark, Presto, HBase y Flink.
Almacén de datos a escala de petabytes totalmente administrado de Amazon Redshift para ejecutar consultas complejas en colecciones de datos estructurados.
Productos de Google Cloud Analytics:
Google BigQuery almacena de datos analíticos de bajo costo y totalmente administrado de Google.
Google Cloud Dataflow unifica los modelos de programación y administra los servicios para ejecutar una variedad de patrones de procesamiento de datos, incluidos análisis de transmisión, ETL y computación por lotes.
Google Cloud Dataproc administra el servicio Spark y Hadoop para procesar grandes conjuntos de datos utilizando las herramientas abiertas en el ecosistema de grandes datos de Apache.
Google Cloud Composer administra completamente el servicio de orquestación de flujos de trabajo para crear, programar y monitorear canalizaciones que se extienden a través de las nubes y los centros de datos locales.
Google Cloud Datalab es un cuaderno interactivo (basado en Jupyter) para explorar, colaborar, analizar y visualizar datos.
Google Data Studio convierte los datos en paneles e informes que se pueden leer, compartir y personalizar.
Google Cloud Dataprep es un servicio de datos para explorar, limpiar y preparar visualmente datos estructurados y no estructurados para su análisis.
Google Cloud Pub/Sub es un servicio de mensajería en tiempo real, a gran escala y sin servidor que le permite enviar y recibir mensajes entre aplicaciones independientes.
Servicios de Azure relacionados y productos de Microsoft:
HDInsight aprovisiona clústeres de Hadoop, Spark, R Server, HBase y Storm en la nube.
Data Lake Analytics distribuye un servicio de análisis que facilita el uso de big data.
Machine Learning Studio crea, implementa y administra fácilmente soluciones de análisis predictivo.